# Czarne obrazy

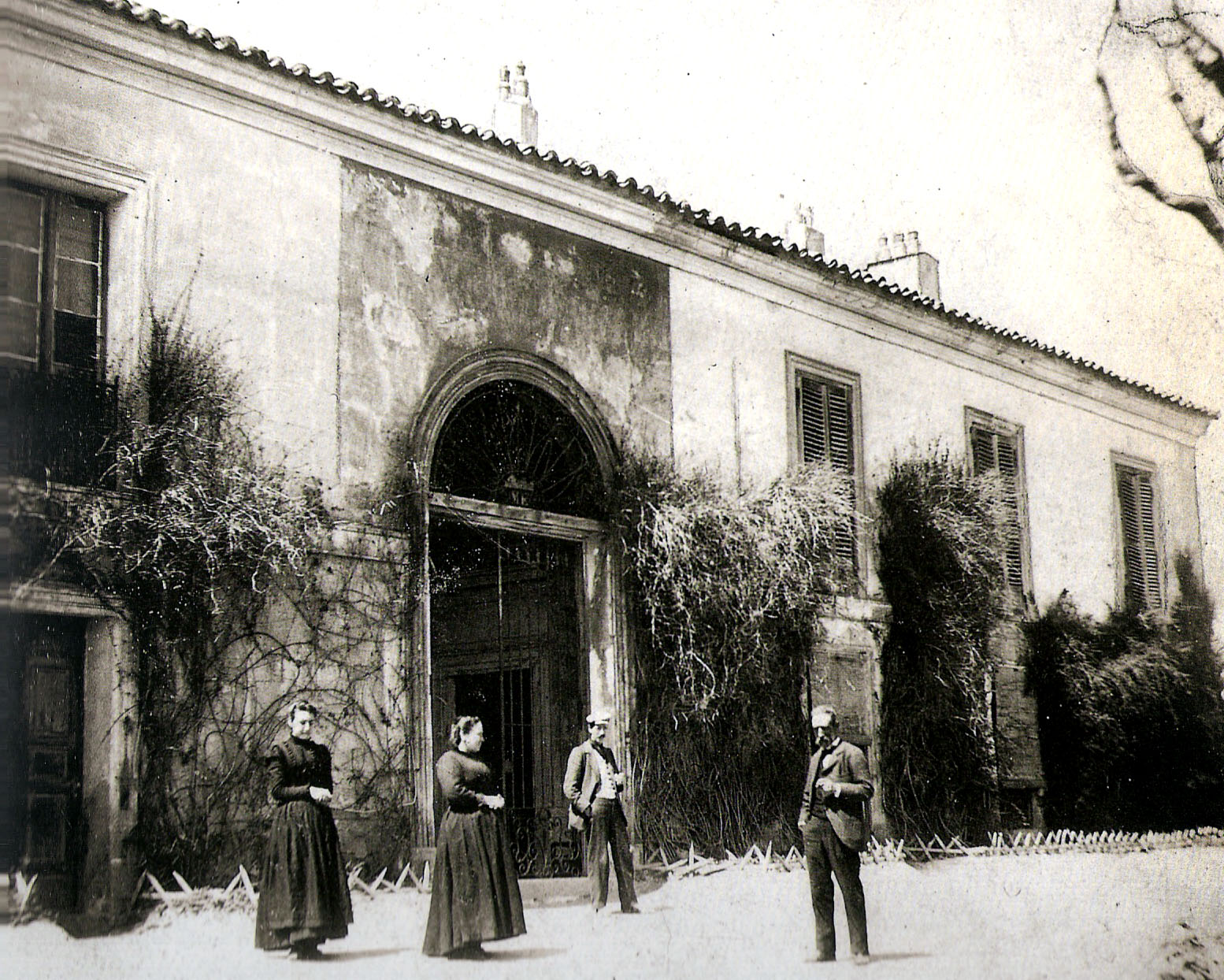
Dom Głuchego (1905), na ścianach którego Goya namalował czarne obrazy

Czarne obrazy lub czarne malowidła (hiszp. pinturas negras) – seria czternastu obrazów Francisca Goi namalowanych w latach 1819–1823 na ścianach jego domu zwanego Domem Głuchego (Quinta del Sordo). Dopiero około stu lat później od ich powstania nazwano je czarnymi obrazami, ze względu na dominującą paletę barw opartą na czerniach i szarościach oraz ich pesymistyczny, mroczny charakter.
Obrazy te nie były przeznaczone dla publiczności, ich wyjątkowo prywatny charakter związany jest najprawdopodobniej z osobistymi przeżyciami i lękami malarza. Stanowią przejmującą wizję upadku dawnego świata, obraz nędzy i rozpadu tradycyjnych wartości, zniszczenia i samozagłady. Są to dzieła bardzo bezpośrednie, namalowane ze swobodą środków wyrazu i obdarzone niezwykłą siłą ekspresji. Część historyków sztuki postuluje, aby pozostawić znaczenie czarnych obrazów tajemnicą i nie mnożyć ich mniej lub bardziej prawdopodobnych interpretacji.
Przez niemal pół wieku od powstania czarne obrazy nie były znane szerszej publiczności i opisali je jedynie nieliczni krytycy. Goya nie nadał im tytułów, co dodatkowo utrudnia interpretację. Malowidła wykonane bezpośrednio na ścianach domu niszczały w szybkim tempie. W latach 1874–1878 przy użyciu nowatorskiej techniki zostały przeniesione na płótna przez malarza Salvadora Martíneza Cubellsa i obecnie znajdują się w zbiorach Muzeum Prado. Dom, w którym powstały, został wyburzony.

## Dom Głuchego

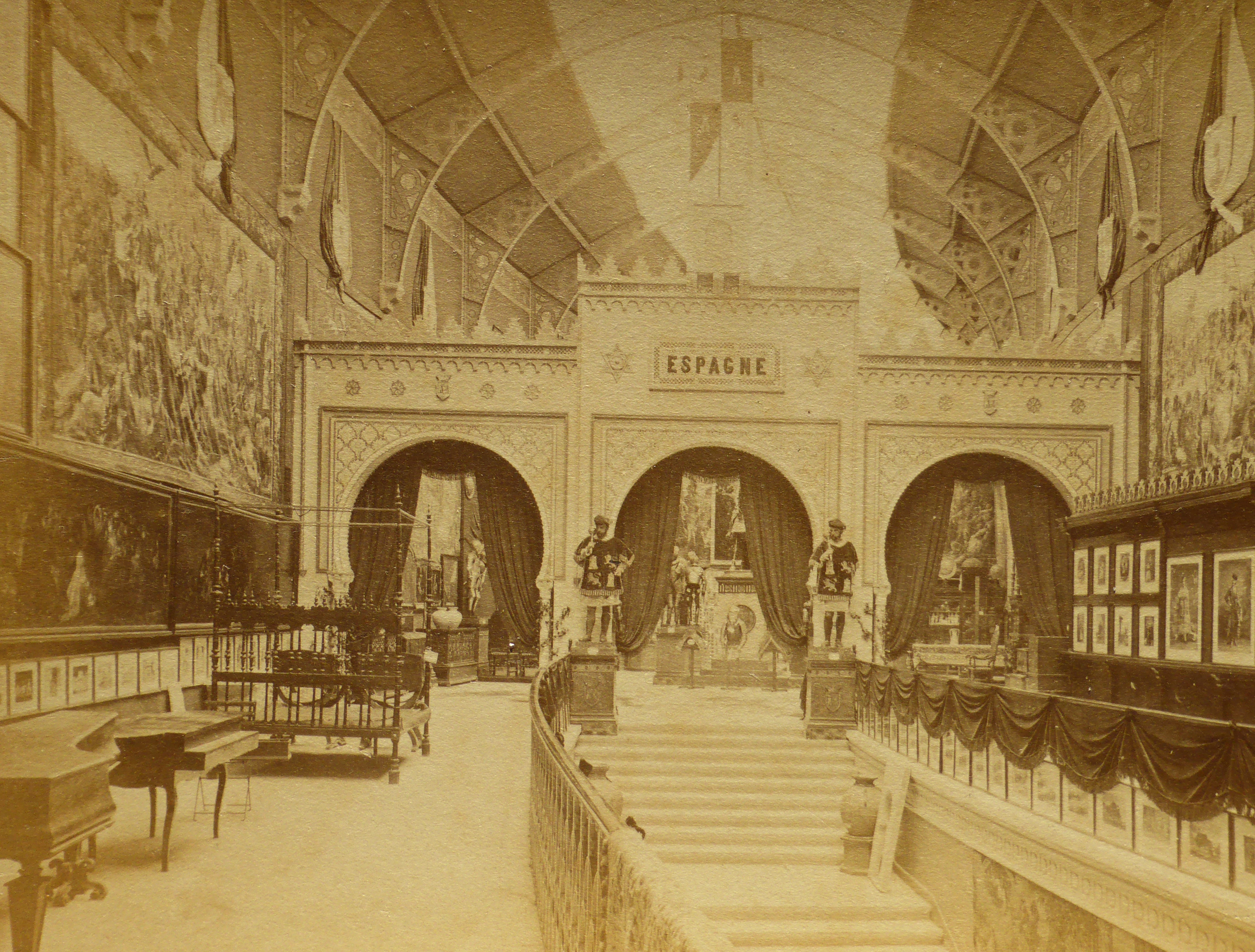
Wystawa światowa w Paryżu, 1878. Po lewej widoczny Sabat czarownic.

Goya zakupił Dom Głuchego w lutym 1819 roku; miał wtedy 73 lata. Okres jego największej popularności i wpływów już minął, a on sam borykał się z problemami zdrowotnymi. Mieszkał tam aż do wyjazdu do Francji w 1823 roku. Chociaż nazwa domu pochodziła od poprzedniego właściciela, który cierpiał na głuchotę, pasowała również do Goi, który ogłuchł po przebytej w 1792 roku chorobie. Dom znajdował się nad rzeką Manzanares, a z jego okien można było zobaczyć łąkę św. Izydora, którą Goya w sielankowy sposób przedstawił na obrazie z 1788 roku. Uważa się, że Goya wybrał tak odosobnione miejsce, aby oddalić się od dworu Ferdynanda VII lub by z dala od plotek zamieszkać ze swoją zamężną kochanką Leokadią Weiss (z domu Zorrilla). Zamieszkały z nimi również dzieci Leokadii – Guillermo i Rosario, która mogła być córką Goi.
W 1823 roku przygotowując się do emigracji, Goya przekazał dom wraz ze znajdującymi się w nim malowidłami ściennymi swojemu wnukowi, Mariano. Chciał w ten sposób ochronić posiadłość przed możliwymi represaliami ze strony odradzającej się monarchii absolutnej Ferdynanda VII, która prześladowała profrancuskich kolaborantów i liberałów. W 1830 roku dwa lata po śmierci malarza, Mariano przekazał dom swojemu ojcu, Javierowi.
Przez 50 lat od wyjazdu Goi niewiele osób wiedziało o istnieniu czarnych obrazów, opisało je zaledwie kilku krytyków, w tym m.in. Charles Yriarte. W 1873 roku posiadłość odkupił Emil von Erlanger, francuski bankier o niemieckim pochodzeniu. Rok później zlecił przeniesienie obrazów na płótna.
Emil von Erlanger wystawił czarne obrazy w Paryżu na Wystawie światowej w 1878 roku z zamiarem sprzedaży. Nie zostały jednak pozytywnie odebrane, gdyż ich ekspresyjność wykraczała poza ówczesne kanony sztuki. Ostatecznie w 1881 roku bankier podarował je Muzeum Prado, gdzie znajdują się do dziś. Dom Głuchego został zburzony na początku XX wieku.

## Malowidła

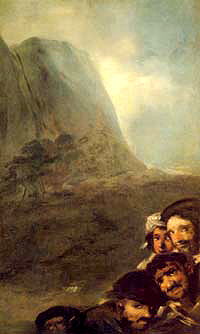
Cabezas en un paisaje (Głowy na tle pejzażu), przypuszczalnie piętnasty z serii czarnych obrazów

Seria obrazów o zróżnicowanych wymiarach, którym Goya nie nadał tytułów, została skatalogowana przez jego przyjaciela Antonia de Brugada w 1828 roku. Niektóre tytuły, które Brugada nadał obrazom na potrzeby inwentarza, zostały zmodyfikowane przez późniejszych krytyków sztuki. W skład cyklu wchodzą następujące dzieła:
- Asmodeusz – 123 × 265 cm
- Parki lub Atropos – 123 × 266 cm
- Bójka na kije – 123 × 266 cm
- Dwie kobiety i mężczyzna – 123 × 66 cm
- Dwaj starcy – 144 × 66 cm
- Dwie staruchy jedzące zupę – 53 × 85 cm
- Judyta i Holofernes – 146 × 84 cm
- Lektura – 126 × 66 cm
- Leokadia Zorrilla, służąca artysty – 147 × 132 cm
- Przechadzka Świętego Oficjum lub Pielgrzymka do źródła św. Izydora – 123 × 266 cm
- Pies – 134 × 80 cm
- Pielgrzymka do źródła św. Izydora – 140 × 438 cm
- Sabat czarownic – 140 × 438 cm
- Saturn pożerający własne dzieci – 146 × 83 cm

Inwentarz przeprowadzony przez Brugadę wymienia 7 dzieł namalowanych na parterze Domu Głuchego i kolejnych 8 na piętrze. Do Muzeum Prado trafiło jedynie 14 obrazów. Charles Yriarte, który opisał czarne malowidła w 1867 roku, wymienił jeszcze jeden obraz zaznaczając, że został on wyrwany ze ściany już przed jego wizytą w domu Goi. Obraz ten został przeniesiony do pałacu Vista Alegre, który należał do markiza José de Salamanca y Mayol. Biorąc pod uwagę wymiary i tematykę dzieło Cabezas en un paisaje (Głowy na tle pejzażu) pasuje do opisu, dlatego wielu krytyków sztuki uznaje je za piętnasty czarny obraz. Istnieją jednak wątpliwości co do autorstwa tego dzieła, a stan jego zachowania nie wskazuje na to, aby kiedykolwiek przenoszono go ze ściany na płótno. Obecnie obraz znajduje się w kolekcji Stanleya Mossa w Nowym Jorku.
Malowidła zostały wykonane znaną, lecz rzadko stosowaną w Hiszpanii, techniką olejną na gipsowym tynku nasyconym oliwą. Technika ta pozwalała malować w bardziej spontaniczny sposób i łatwo nanosić poprawki, była jednak mniej trwała od tradycyjnego fresku. Zamiast pędzla Goya często używał szpachelki, którą nakładał grube warstwy farby. Zachowało się jedynie kilka szkiców przygotowawczych (np. do dzieła Asmodeusz), które Goya zwykł malować pracując nad dziełami o większych rozmiarach.

### Rozmieszczenie

Rozmieszczenie obrazów w Domu Głuchego

Oryginalne rozmieszczenie obrazów w Domu Głuchego zostało ustalone dzięki opisom w inwentarzach i innych dokumentach z epoki i przede wszystkim dzięki fotografiom wykonanym przez Jeana Laurenta w 1874 roku. Obrazy były rozmieszczone na parterze i piętrze budynku.
- Parter – prostokątne pomieszczenie z pięcioma oknami. Na dłuższych ścianach po obu stronach znajdowały się po dwa okna, między którymi namalowano największe obrazy – Sabat czarownic po lewej (patrząc od wejścia) i Pielgrzymkę św. Izydora po prawej. Na krótszej ścianie (naprzeciwko wejścia) również znajdowało się okno, a po jego stronach – Saturn pożerający własne dzieci i Judyta i Holofernes. Po obu stronach drzwi znajdowały się obrazy Leokadia Zorrilla, służąca artysty i Dwaj starcy[17].

- Piętro – pomieszczenie o takich samych wymiarach jak parter miało tylko 3 okna, po jednym na każdej ścianie oprócz tej z drzwiami. Na lewo od wejścia namalowano Parki i Bójkę na kije. Na dłuższej ścianie (prawej) znajdowały się obrazy Asmodeusz i Przechadzka Świętego Oficjum, na krótszej (naprzeciwko drzwi) – Dwie kobiety i mężczyzna i Lektura, a po obu stronach drzwi Pies[7] i prawdopodobnie Cabezas en un paisaje[17].

Nie wiadomo, czy dzieło Dwie staruchy jedzące zupę znajdowało się nad drzwiami parteru czy piętra i po której stronie drzwi. Większość badaczy umieszcza je na parterze, biorąc pod uwagę fragmenty gzymsu i tapety widoczne na fotografii zrobionej przez Jeana Laurenta oraz rozmiar dzieła. Jednakże zastosowano przy nim taki sam grunt jak w przypadku znajdującego się na piętrze Psa. Badaczka Priscilla Muller sugeruje, że to dzieło mogło zostać pierwotnie namalowane na piętrze, a następnie przeniesione na parter. W ten sposób w inwentarzu Brugady zgadzałaby się liczba dzieł wymienionych na każdym piętrze.
Dzięki fotografiom Laurenta wiemy również, że obrazy miały wykonane z gipsu ramy o klasycznym zdobieniu, podobnie jak drzwi, okna i fryz pod sufitem. Według ówczesnej mody ściany pokrywały tapety pochodzące z Królewskiej Fabryki Tapet (Real Fábrica de Papel Pintado), promowanej przez Ferdynanda VII. Na parterze była to tapeta z motywami owoców i liści, a na piętrze zdobiły ją wzory geometryczne ułożone w skośne linie. Fotografie ujawniają stan malowideł przed ich przeniesieniem, można zauważyć ich postępującą deteriorację.

### Przeniesienie na płótno

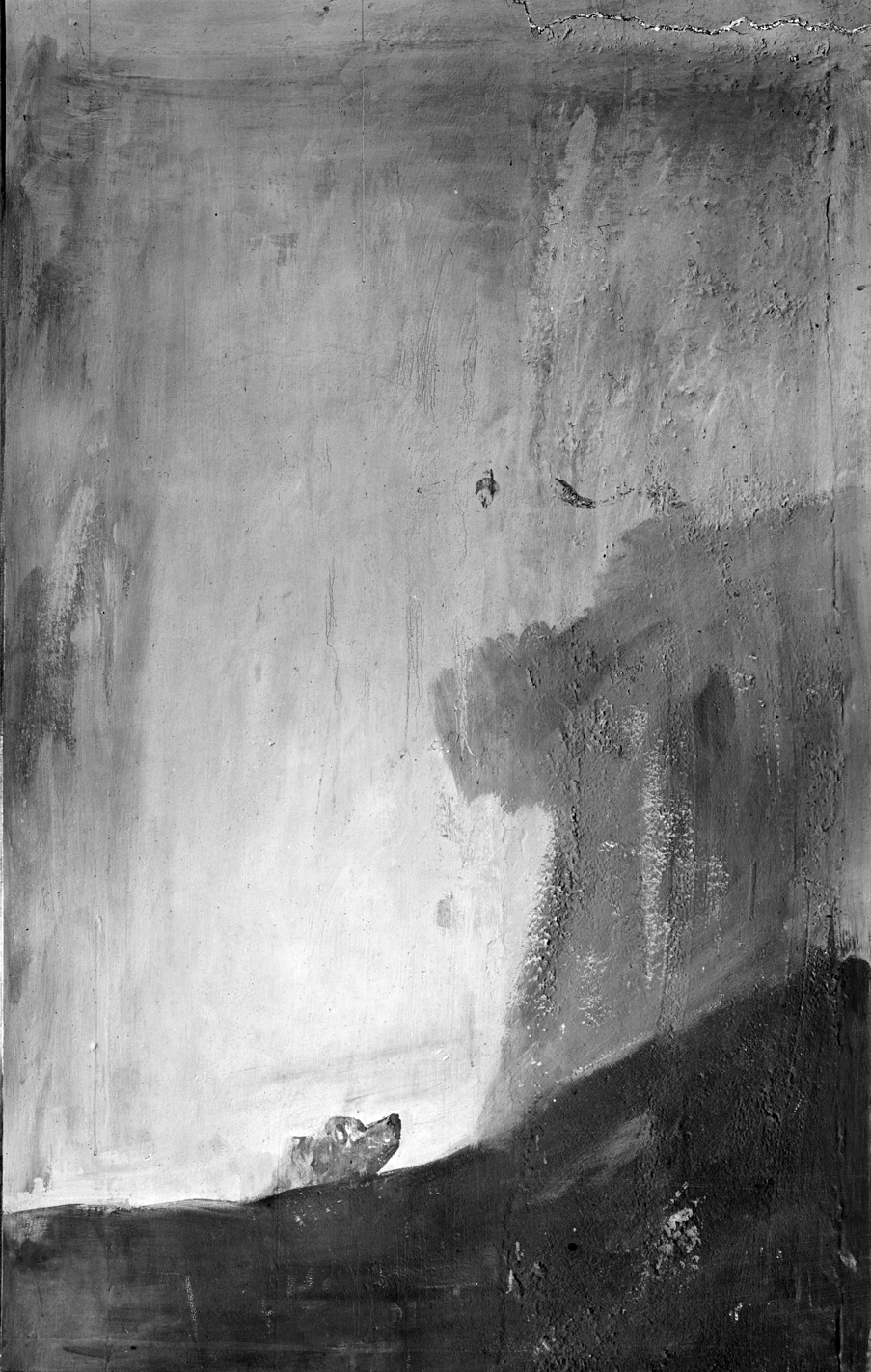
Pies na zdjęciu wykonanym przez Jeana Laurenta w domu Goi ok. 1874 roku, zanim obraz został przeniesiony na płótno

Malowidła wykonane bez zastosowania typowej dla fresku techniki, były podatne na zniszczenie. Nowy właściciel domu, Emil von Erlanger, postanowił przenieść obrazy ze ścian na płótna, prawdopodobnie licząc na to, że w ten sposób uda mu się je sprzedać. To delikatne zadanie, wymagające zastosowania nowatorskich technik malarskich i restauratorskich, zostało powierzone konserwatorowi sztuki z Muzeum Prado Salvadorowi Martinezowi Cubellsowi. Cubells pracował nad zmianą nośnika przez niemal cztery lata, korzystając z pomocy swoich braci Enrique i Francisca.
Zdjęcie obrazów ze ścian wymagało częściowej rozbiórki domu. Każde dzieło pokryto płótnem, po czym rozebrano ściany od zewnętrznej strony. Po odsłonięciu najgłębszej warstwy tynku drugą stronę również pokrywano płótnem. W ten sposób obrazy można było przenieść do pracowni konserwatorskiej w Prado. Ostatnim etapem było usunięcie pokrywającego przód obrazu płótna.
Pomocne w tym procesie były zdjęcia obrazów, wykonane w Domu Głuchego przez Jeana Laurenta, które posłużyły za wzór w czasie zmiany nośnika. Dzięki tym fotografiom wiadomo, że nie wszystkie obrazy udało się wiernie przenieść na płótno; niektóre istotne pociągnięcia pędzlem przepadły w tym procesie. Wiadomo, że Cubells namalował od nowa znaczną część obrazu Sabat czarownic, m.in. twarze niektórych czarownic, oko i rogi kozła oraz krzesło. Usunął także mniej więcej metrowy fragment tego obrazu po prawej stronie, który przedstawiał pejzaż. Na obrazie Pies zniknęła domniemana para ptaków i skała, a także grzbiet i szyja psa. W przypadku dzieła Leokadia Zorrilla, służąca artysty Cubells zmienił lekko pozycję kobiety, wprowadził niewielkie zmiany na jej twarzy i od nowa namalował barierkę i fragment ziemi. Powodem tych poważnych ingerencji był najprawdopodobniej zły stan malowideł. Jednak w przypadku Saturna pożerającego własne dzieci Cubells dopuścił się cenzury, pozbawiając go namalowanego przez Goyę penisa w stanie erekcji. Próbował w ten sposób złagodzić przedstawioną przez Goyę perwersję Saturna, który znajdował przyjemność w pożeraniu swoich dzieci.

### Starsze malowidła
Badania techniczne przeprowadzone przez ekspertów z Muzeum Prado wykazały, że pod czarnymi obrazami znajdowały się zupełnie inne malowidła. Były to pejzaże i wiejskie scenki z niewielkimi postaciami utrzymane w pastelowej palecie, przypominające styl projektów do tapiserii. Również one mogły wyrażać stan ducha Goi, na który wpływał udany związek z Leokadią oraz sukcesy popieranych przez artystę liberałów.
Większość z tych malowideł została całkowicie przykryta czarnymi obrazami. Goya nie próbował zamalować czy zetrzeć swoich poprzednich prac, malował bezpośrednio na nich, wykorzystując nawet niektóre fragmenty poprzez włączenie ich do czarnych obrazów. Przykładem jest pejzaż dzieł Bójka na kije i Parki oraz małe postaci w Przechadzce Świętego Oficjum. Również pejzaż i mniejsze postaci w Pielgrzymce do źródła św. Izydora pochodzą ze znajdujących się pod spodem malowideł, natomiast pod ciemnym tłem Saturna pożerającego własne dzieci odkryto postać tancerza, który przypomina postaci z namalowanego w okresie powojennym Pogrzebu sardynki.
Nie jest pewne, czy pierwotne malowidła o optymistycznym charakterze i żywej kolorystyce były również dziełem Goi. Jeżeli je namalował, musiały powstać pomiędzy marcem 1819 roku, kiedy artysta wprowadził się do Domu Głuchego, a jesienią tego samego roku, kiedy poważnie zachorował. Pokrywały one oba piętra domu i stanowiły dzieła malarskie wysokiej jakości; ich powstanie z pewnością wymagało czasu i wysiłku. Możliwe, że kryzys, który przeżywał mieszkając w Domu Głuchego, skłonił artystę do przemalowania starych obrazów i nadania im pesymistycznego wyrazu. Hiszpański historyk sztuki Valeriano Bozal skłania się ku autorstwu Goi, tłumacząc, że artysta nie korzystałby z fragmentów malowideł innego malarza. Brytyjski znawca Goi Nigel Glendinning jest zdania, że wesołe malowidła rodzajowe pokrywały ściany domu, zanim zakupił go Goya.

## Analiza serii

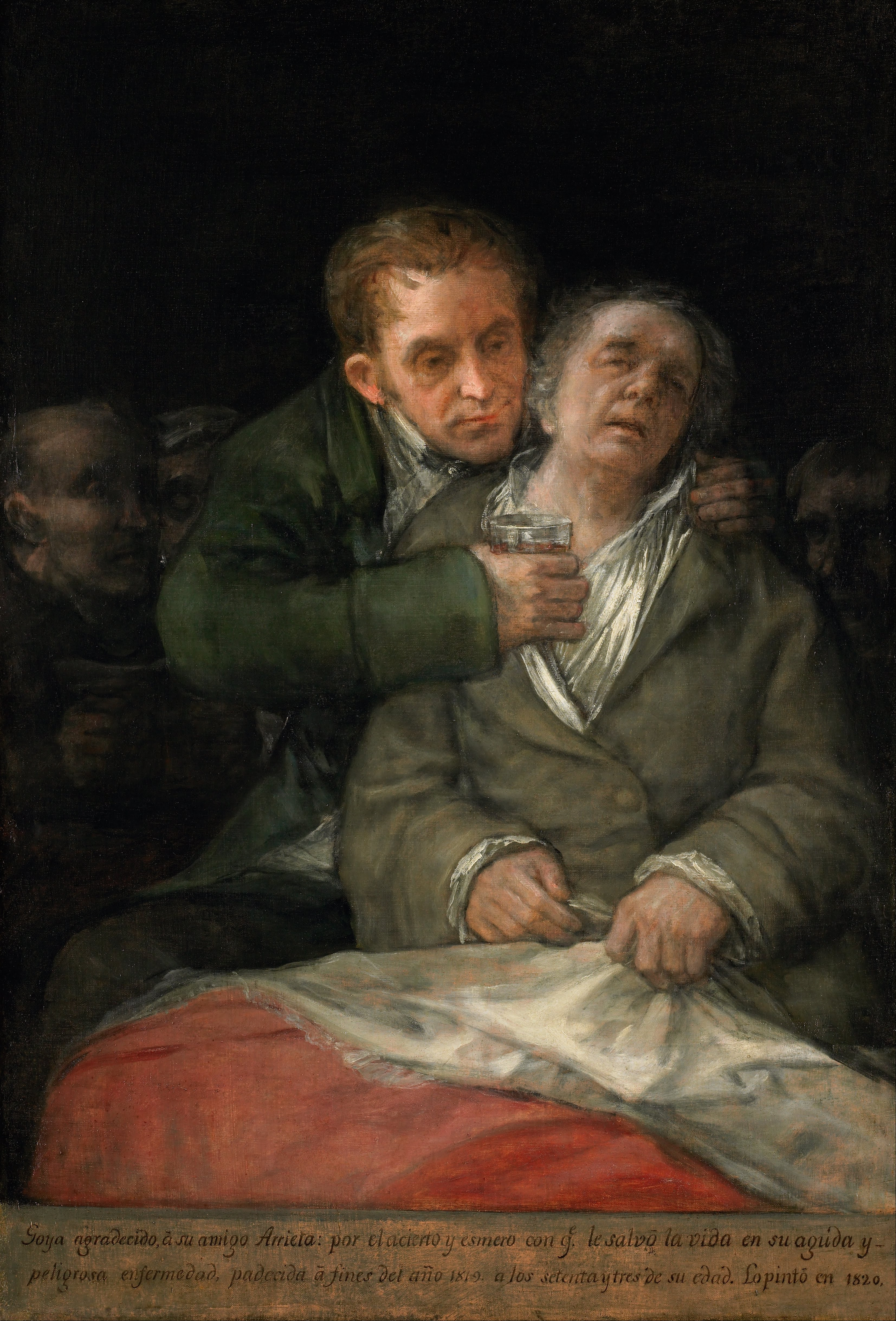
Autoportret z doktorem Arrietą z 1820 roku przedstawiający chorego Goyę

### Okoliczności powstania
Wiele wskazuje na to, że Goya zaczął pracę nad czarnymi obrazami pod koniec 1819 lub w 1820 roku, po przebytej chorobie i okresie rekonwalescencji. Już po kryzysie wywołanym ciężką chorobą w 1792, która spowodowała jego niemal całkowitą głuchotę i poważnie zagroziła życiu malarza, integralną częścią jego wizji malarskiej stały się brzydota, deformacje, monstrualność oraz zjawy, gusła i czarownice. Powtórna ciężka choroba w 1819 wtrąciła malarza w jeszcze cięższą depresję, co znalazło odbicie w czarnych obrazach.
Jest wiele motywów psychologicznych i społecznych, którymi mógł kierować się Goya malując czarne obrazy. Zarówno na scenie politycznej kraju, jak i w jego życiu osobistym nastąpiły ważne zmiany. W Hiszpanii rozpoczęła się rewolucja konstytucjonalna pod wodzą Fernanda Riego. Wiadomo, że w kwietniu 1820 roku Goya pojawił się w siedzibie Akademii św. Ferdynanda, aby zaprzysiąc przywróconą konstytucję. Był to czas euforii dla osób o oświeceniowych poglądach, do których należał. W tym samym okresie Leokadia Weiss zamieszkała z artystą w niedawno zakupionym Domu Głuchego.
Zapowiedź pozytywnych przemian przerwali absolutyści na czele z królem Ferdynandem VII, którzy zdołali przywrócić stary porządek i rozpocząć kolejny okres konspiracji i prześladowań. 73-letni malarz był zmęczony sytuacją polityczną kraju, wszechobecną hipokryzją i nieładem społecznym. Położony na obrzeżach miasta Dom Głuchego, który miał być odskocznią od zgiełku miasta i dworskich intryg, stał się prawdziwą pustelnią. Choroba (prawdopodobnie był to tyfus), którą przebył w 1819 roku, pogłębiła głuchotę i osłabiła wzrok malarza. Wzbudziła u Goi refleksje na temat śmierci, które wyraża w tematyce i kolorystyce swoich dzieł. Dołączyła także świadomość pogarszającej się kondycji fizycznej, przechodząca w obsesję na punkcie starości, dodatkowo uwypuklona przez związek z dużo młodszą Leokadią Weiss.
Rewolucja zmniejszyła stabilność państwa, podważając jednocześnie jego organizację i struktury. Stąd tematy takie jak satyra na religię (odpust, procesja, inkwizycja), konfrontacje międzyludzkie (Bójka na kije) czy spotkanie lub konspiracja (Lektura). Możliwą interpretacją Saturna pożerającego własne dzieci jest państwo pożerające swoich mieszkańców.
Oniryczny charakter dzieł i ich gwałtowna ekspresja mogą sugerować, że malarz nie był w okresie powstania czarnych obrazów w pełni sprawny umysłowo. Jednak korespondencja prowadzona przez Goyę w tym okresie dowodzi jasności umysłu malarza.

### Interpretacja
Nie udało się przeprowadzić wspólnej interpretacji wszystkich malowideł z Domu Głuchego. Ich znaczenie jako całości pozostaje zagadką, jeżeli w ogóle istnieje – wydaje się, że w zamyśle malarza nie tworzyły one jednej wspólnej alegorii. Istnieje wiele możliwych interpretacji każdego z pojedynczych dzieł, a niektóre są tak wieloznaczne, że krytycy sztuki nie zawsze są co do nich zgodni. Należy jednak wziąć pod uwagę podstawowe linie interpretacyjne.
Na parterze domu najbardziej wymownym malowidłem wydaje się Saturn pożerający własne dzieci. W przedstawieniach mitologicznych Saturn symbolizuje melancholię oraz triumf nocy. Niektórzy krytycy widzą w Saturnie także odwołanie do samego artysty jako mężczyzny w podeszłym wieku, którego nastrój po przebytej chorobie przywołuje melancholię bóstwa. Nie brakuje także interpretacji o charakterze politycznym – Saturn jako inkwizycja lub król Ferdynand VII pożerający swój lud, aby zachować przywileje. Znajdujące się obok dzieło Judyta i Holofernes przedstawia zabójstwo silnego i dojrzałego mężczyzny. Triumf kobiecości i symboliczna kastracja mogą odnosić się do związku starego Goi z młodą Leokadią. Znajdująca się na przeciwnej ścianie Leokadia Zorrilla, służąca artysty ukazuje kobietę ubraną w żałobny strój z mogiłą w tle; być może miał to być grób samego Goi. Na jej twarzy nie widać jednak smutku czy żalu. Obraz może nawiązywać do strachu przed śmiercią, jaki odczuwał Goya w czasie ostatniej choroby lub też nadziei na śmierć męża Leokadii, Isidora Weissa.
Nie da się jednoznacznie określić płci spotworniałych postaci z obrazu Dwie staruchy jedzące zupę namalowanych grubymi pociągnięciami pędzla. Mogą one symbolizować starość, śmierć, obżarstwo czy głód, ponadto wzbudzają strach i obrzydzenie. Główne postaci Sabatu czarownic to symbolizujący demona kozioł i siedząca po prawej stronie kobieta w czerni. Możliwe, że przedstawiona scena jest rytuałem, podczas którego odbywa się inicjacja kobiety na wiedźmę. Pielgrzymka do źródła św. Izydora to wizja sielankowego lokalnego święta zamieniona w upiorną groteskę, pełną karykaturalnych postaci. Obraz Dwaj starcy może być kolejnym odwołaniem do wieku i głuchoty malarza.
Glendinning wskazuje, że Goya ozdobił ściany swojego domu nawiązując do schematu szlacheckich pałaców. Według panujących zasad obrazy na ścianach powinny nawiązywać do funkcji, jaką pełniło pomieszczenie. Parter Domu Głuchego najprawdopodobniej był salonem–jadalnią artysty. Jego ściany powinny zatem pokrywać sielankowe sceny z okolic posiadłości (rzeka Manzanares, łąka św. Izydora), martwe natury i przedstawienia bankietów. Chociaż Goya nie wykorzystał tych tematów bezpośrednio, Saturn pożerający własne dzieci oraz Dwie staruchy jedzące zupę w sposób ironiczny nawiązują do tematu jedzenia. W historii biblijnej młoda żydówka Judyta zabiła wodza Babilończyków Holofernesa po zaproszeniu go na wielką ucztę. Inne dzieła odwracają znaczenie sielankowych scen – Przechadzka Świętego Oficjum, Pielgrzymka do źródła św. Izydora i Leokadia Zorrilla, służąca artysty ukazują wprawdzie okolice Domu Głuchego, ale w sposób daleki od sielanki.
Wykonane na piętrze malowidła wydają się jeszcze bardziej enigmatyczne. Pojawia się kontrast pomiędzy śmiechem i płaczem (satyrą i tragedią) oraz między elementami powietrza i ziemi. Poważni i skupieni mężczyźni w Lekturze przeciwstawieni są śmiejącym się postaciom z dzieła Dwie kobiety i mężczyzna. Oba obrazy mogą symbolizować rozpowszechniony w Hiszpanii analfabetyzm.
Sceny mitologiczne w dziełach Asmodeusz i Parki noszą znamiona tragedii, podczas gdy Przechadzka Świętego Oficjum to satyra. Ponadto Asmodeusz i Parki ukazują postaci zawieszone w powietrzu (w XVIII-wiecznej Hiszpanii lewitacja symbolizowała fizyczną miłość i rozkosz), podczas gdy bohaterowie Psa, Bójki na kije i Przechadzki Świętego Oficjum grzęzną w ziemi.
Wielu krytyków sztuki uważa Psa za dzieło namalowane jako ostatnie oraz niedokończone ze względu na dużą pustą przestrzeń i brak alegorycznego lub mitologicznego odniesienia. Świadczyć o tym może również fakt, że Pies jako jedyny nie ma swojego odpowiednika na sąsiedniej ścianie. Tonący w falach lub piasku pies może wyrażać głębokie upodlenie człowieka, lub przejmującą samotność.

### Styl
Styl czarnych obrazów, w przeciwieństwie do ich wieloznaczności, pozostaje zawsze ten sam. Kompozycja o zachwianej równowadze jest nowatorska jak na czasy Goi. Postaci nie pojawiają się w centralnym punkcie obrazu, ale często bliżej jego brzegów lub zupełnie na krawędzi, jak w przypadku Cabezas en un paisaje. Również tłum postaci z Pielgrzymki do św. Izydora przemieszczony został na lewą stronę, a pielgrzymi z Przechadzki Świętego Oficjum skupiają się bardziej po prawej. Podobną kompozycję mają również Parki, Asmodeusz i pierwotnie Sabat czarownic, który po przeniesieniu na płótno stracił spory fragment po prawej stronie. W przypadku Psa pusta przestrzeń wypełnia niemal cały obraz, pozostawiając niewielki odcinek na skarpę i wynurzającą się znad niej głowę zwierzęcia.
Większość czarnych obrazów to sceny rozgrywające się nocą, przy nikłym świetle lub gasnącym dniu (np. Pielgrzymka do źródła św. Izydora). Czarne tło i stłumione światło stwarzają atmosferę pesymizmu, enigmatycznego i zarazem strasznego świata.
Twarze postaci, w większości przedstawione w sposób karykaturalny i groteskowy, sprawiają wrażenie zamyślonych lub ekstatycznych. Szeroko otwarte oczy podkreślają strach, chciwość czy religijną ekstazę, a otwarte usta akcentują nieczyste, pierwotne elementy ludzkiego istnienia. Niekiedy trudno jest określić czy przedstawione postaci to mężczyźni, czy kobiety. Goya pokazuje to, co brzydkie i odrażające – piękno nie jest już przedmiotem sztuki, pokazuje życie ludzkie nie ukrywając jego nieprzyjemnych aspektów. Valeriano Bozal nazywa dom Goi laicką Kaplicą Sykstyńską, gdzie piękno i odkupienie zostały zastąpione jasnością umysłu i świadomością samotności, starości i śmierci. Zwraca w ten sposób uwagę na to, jak wielkie znaczenie i osobisty charakter miały one dla samego malarza. Ze świadectwa syna Goi wiadomo, że obrazy przeznaczone do wystroju własnego domu dawały Goi szczególną satysfakcję, gdyż mógł się wykazać pełną swobodą stylu i techniki.
Charakterystyczne dla czarnych obrazów są grube pociągnięcia pędzlem, nanoszące dużą ilość farby, które deformują twarze postaci nadając im cechy bliskie XX-wiecznemu ekspresjonizmowi. Paleta barw jest ograniczona, niemal wszystkie obrazy powstały na ciemnym gruncie. Dominuje kolor czarny, szary, ochra i brąz, przełamane gdzieniegdzie czerwoną lub białą plamą farby. Sporadycznie pojawiają się błękit na niebie i zieleń w pejzażu. Goya użył także stosowanego przez rytowników gęstego tuszu, który z czasem ciemnieje – dlatego oglądanie dzisiaj obrazy są jeszcze ciemniejsze, niż w czasie powstania

## Autorstwo
Autorstwo czarnych malowideł przez wiele lat nie było podważane. W 2003 roku profesor sztuki Juan José Junquera przedstawił teorię wskazującą Javiera, syna Goi, jako autora czarnych obrazów. Javier miał je namalować naśladując styl ojca, aby podnieść wartość domu po śmierci artysty. Wiadomo jednak, że ściany Domu Głuchego pierwotnie pokrywały malowidła przedstawiające wesołe scenki bukoliczne, dlatego zamiana na depresyjne i miejscami makabryczne czarne obrazy raczej nie pomogłaby w sprzedaży. Junquera uważa również, że piętro domu, na którego ścianach znajdowała się część obrazów, zostało dobudowane po śmierci artysty, dlatego Goya nie mógł być ich autorem. Junquera jest w swojej teorii bardzo odosobniony; takie autorytety jak Valeriano Bozal, Nigel Glendinning i Manuela Mena stanowczo jej zaprzeczają. Typowa dla Goi technika malarska, styl, postaci oraz groteska pojawiały się zarówno w jego wcześniejszych, jak i późniejszych pracach.
Istnieją również źródła historyczne potwierdzające autorstwo Goi. Francuski autor artykułu w Le Magasin pittoresque z 1834 roku napisał, że Goya pomalował wszystkie ściany swojego domu, chwalił zastosowaną przez niego technikę i włączenie do obrazów współczesnych malarzowi scen historycznych. Czarne obrazy są również wspomniane w biografii Goi z 1838 roku, napisanej przez Valentina Carderera jako przykład wspaniałych, karykaturalnych fresków. Nie ma również dowodów na to, że syn Goi był malarzem. Nie zachował się żaden obraz z jego podpisem, a on sam utrzymywał się z posiadanej ziemi, pracował jako skarbnik oraz zajmował się spuścizną artystyczną ojca.

## Wpływ na sztukę
Zamknięty w swoim domu Goya odciął się od świata, a zarazem od wszelkich tradycji i konwencji artystycznych epoki bez skrępowania używając własnych, nowatorskich form wyrazu. Czarne obrazy nadają Goi charakter prekursora XX-wiecznego ekspresjonizmu w malarstwie, są również zapowiedzią abstrakcji i surrealizmu. Dopiero w XX wieku zostały w pełni zrozumiane i stały się inspiracją dla nowoczesnego malarstwa.
Do czarnych obrazów sięgało wielu artystów z późniejszych wieków. XX-wieczny malarz Antonio Saura nazwał Psa ikoną modernizmu i najpiękniejszym obrazem na świecie. Abstrakcjonista Rafael Canogar określił go mianem «wizualnego poematu» oraz pierwszego zachodniego dzieła symbolistycznego. Rzeźbiarz Pablo Serrano złożył obrazowi hołd w serii rzeźb z brązu Entretenimientos en el Prado (1974), porównywał go również do prac Antoniego Tàpiesa i Francisa Bacona. W pracach belgijskiego ekspresjonisty Jamesa Ensora odnajdujemy charakterystyczne dla czarnych obrazów karykaturalne twarze i mnogość stłoczonych postaci. Wpływ czarnych obrazów Goi można też odnaleźć w dziełach artystów takich jak Pablo Picasso, Zoran Mušič, Julio González, Otto Dix, Arnulf Rainer, Franz Kline, Willem de Kooning, Robert Motherwell i innych.

## Galeria

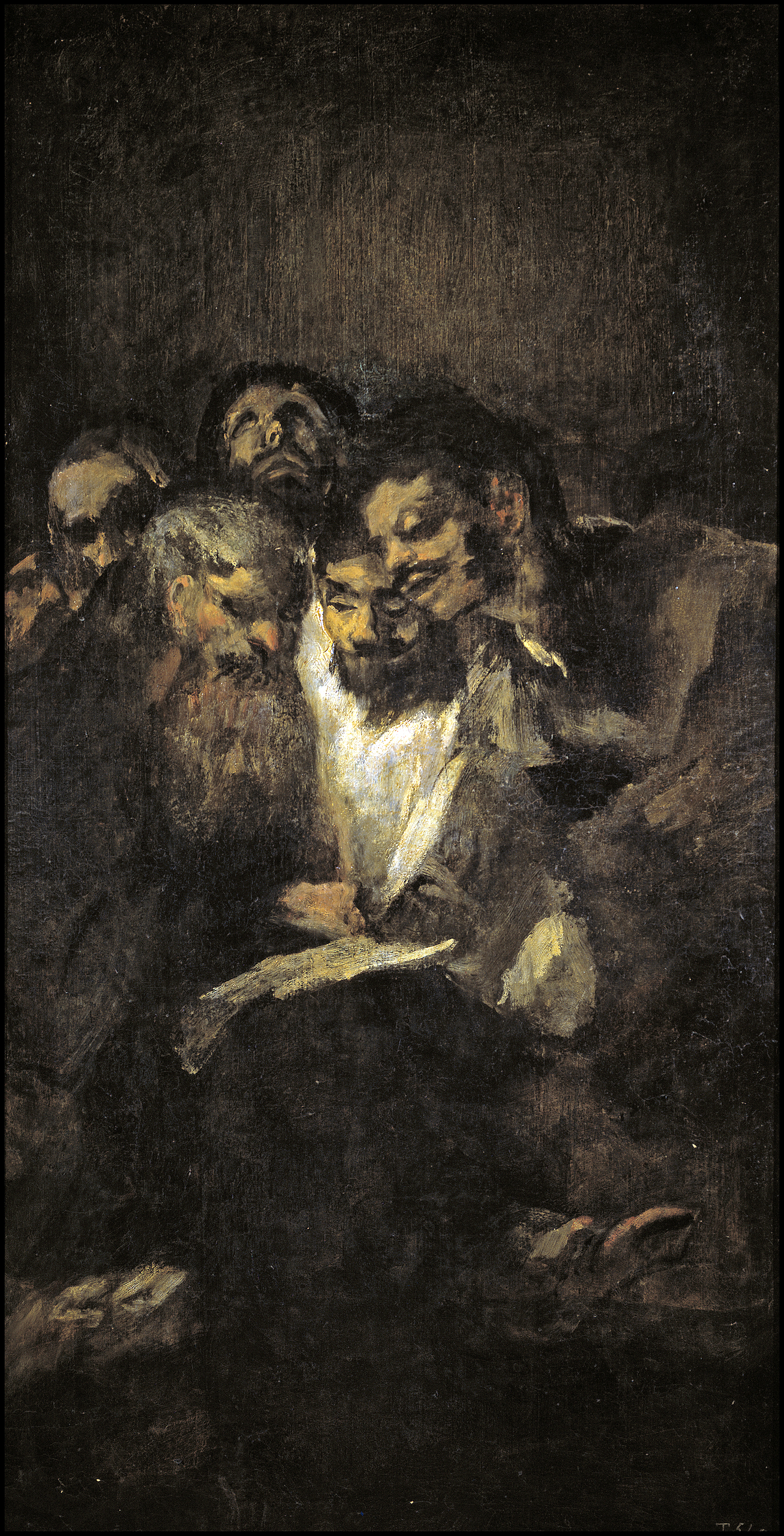
Lektura
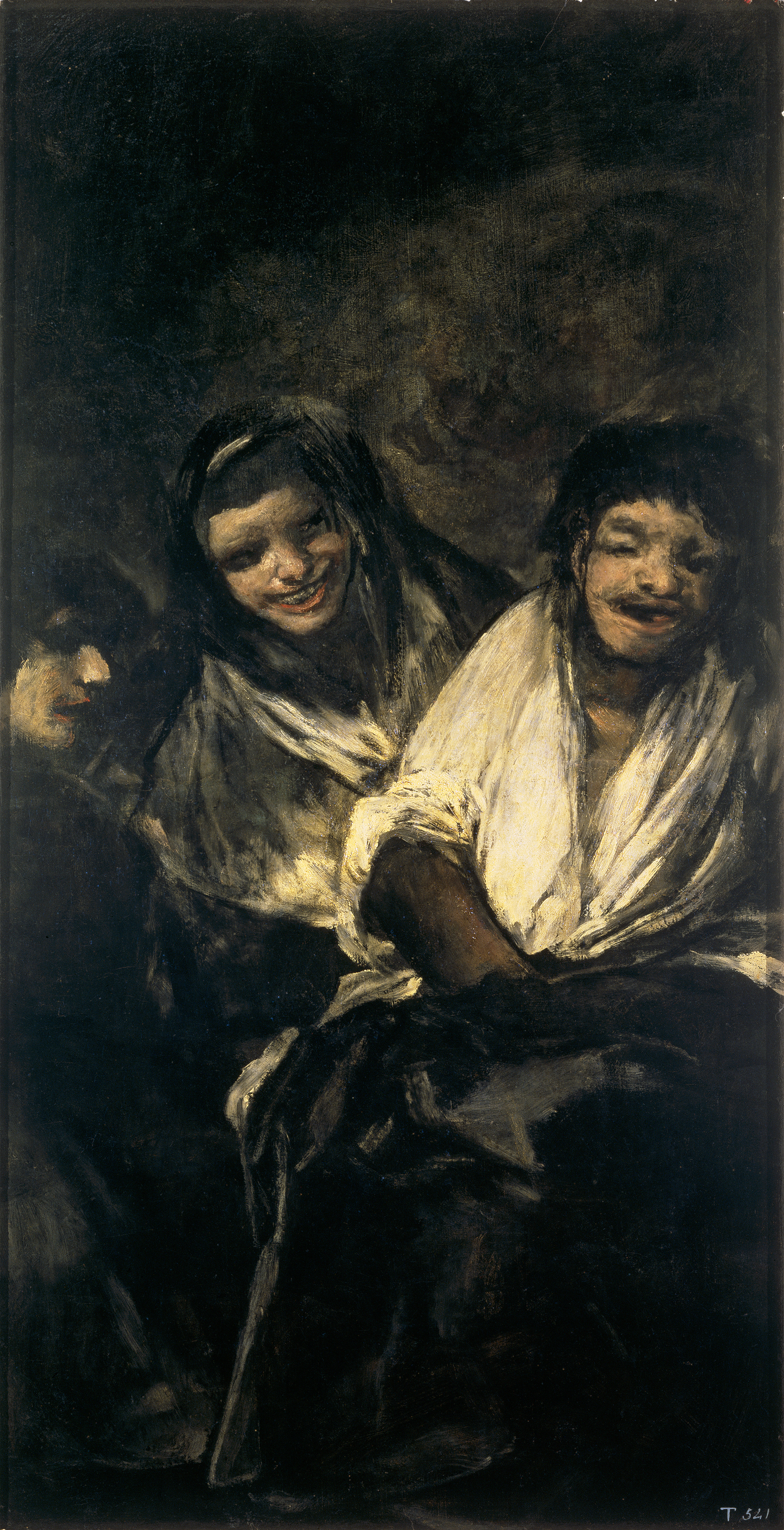
Dwie kobiety i mężczyzna
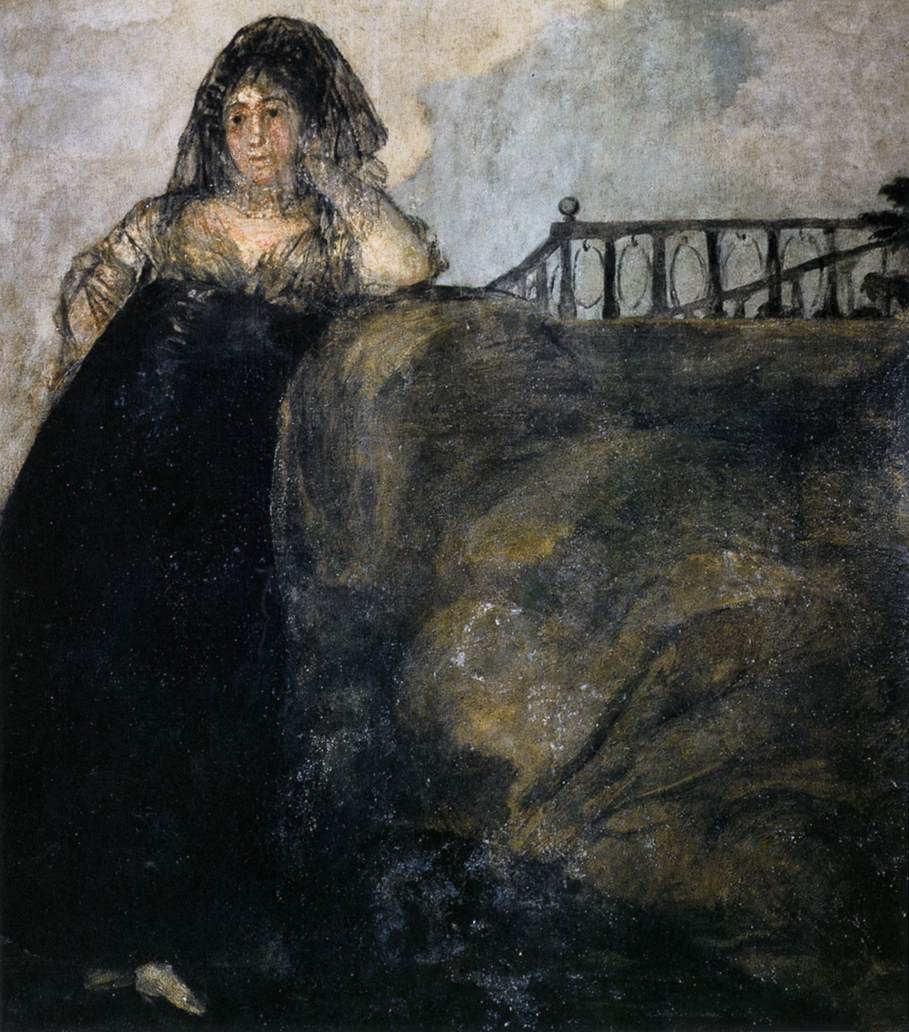
Leokadia Zorrilla, służąca artysty
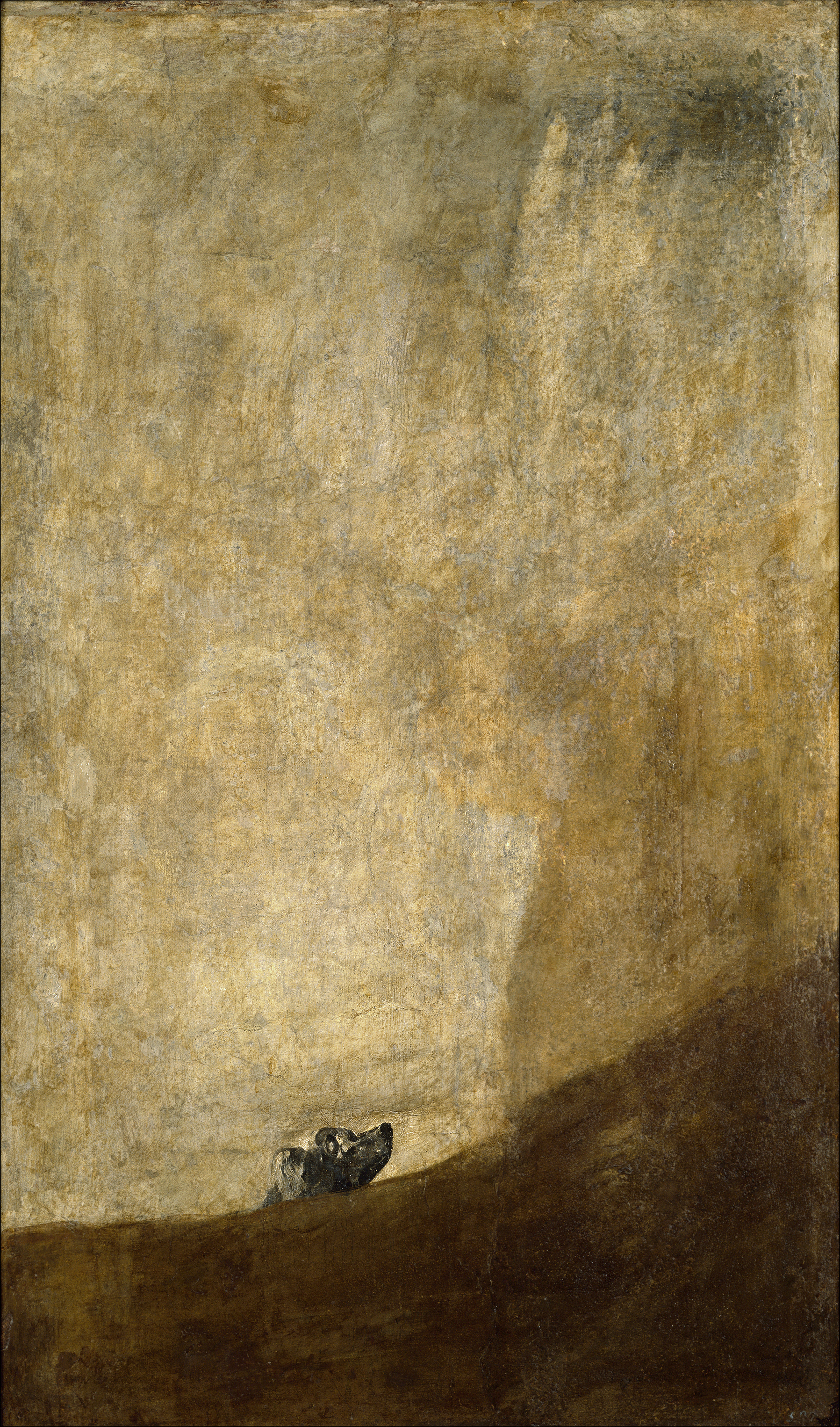
Pies
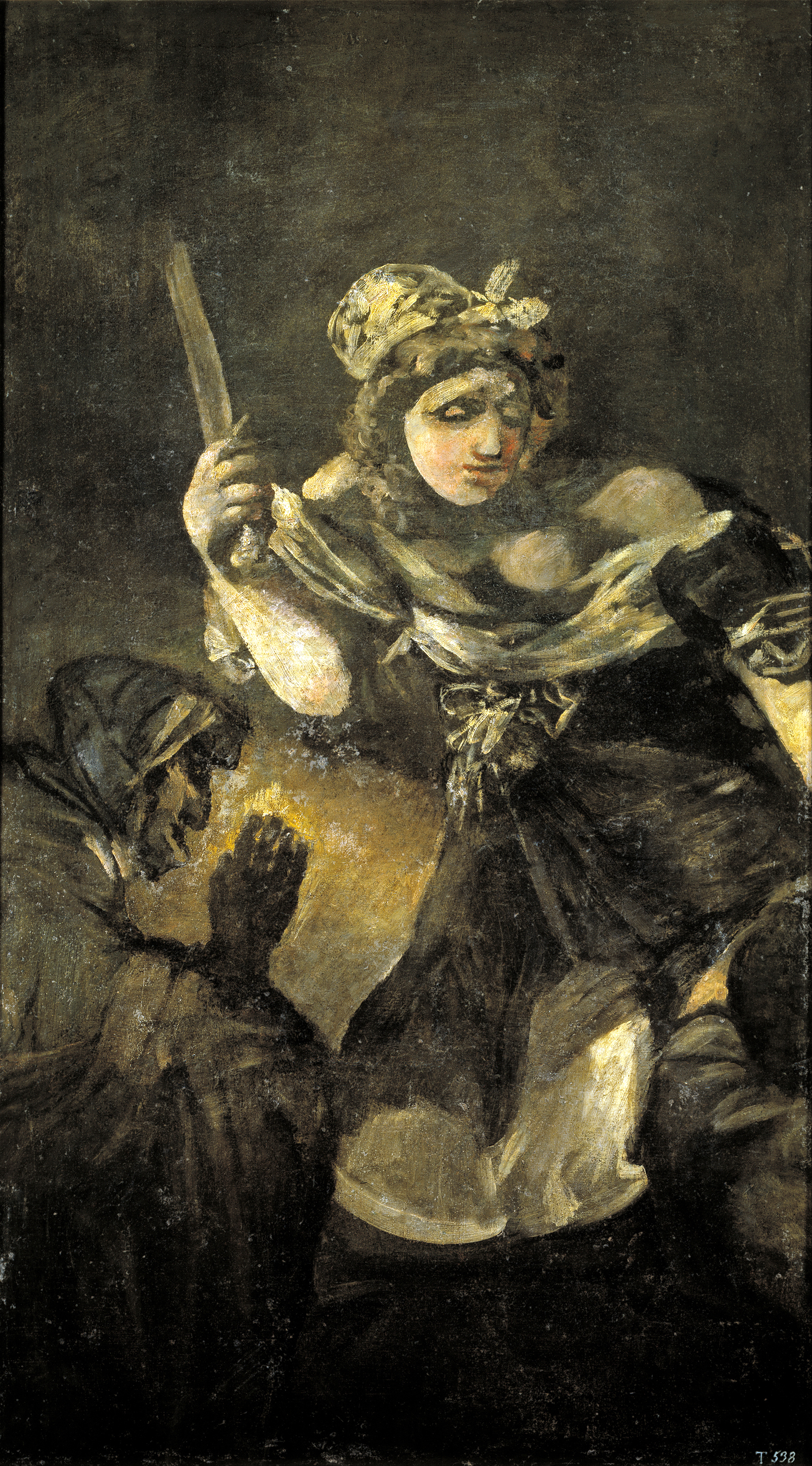
Judyta i Holofernes
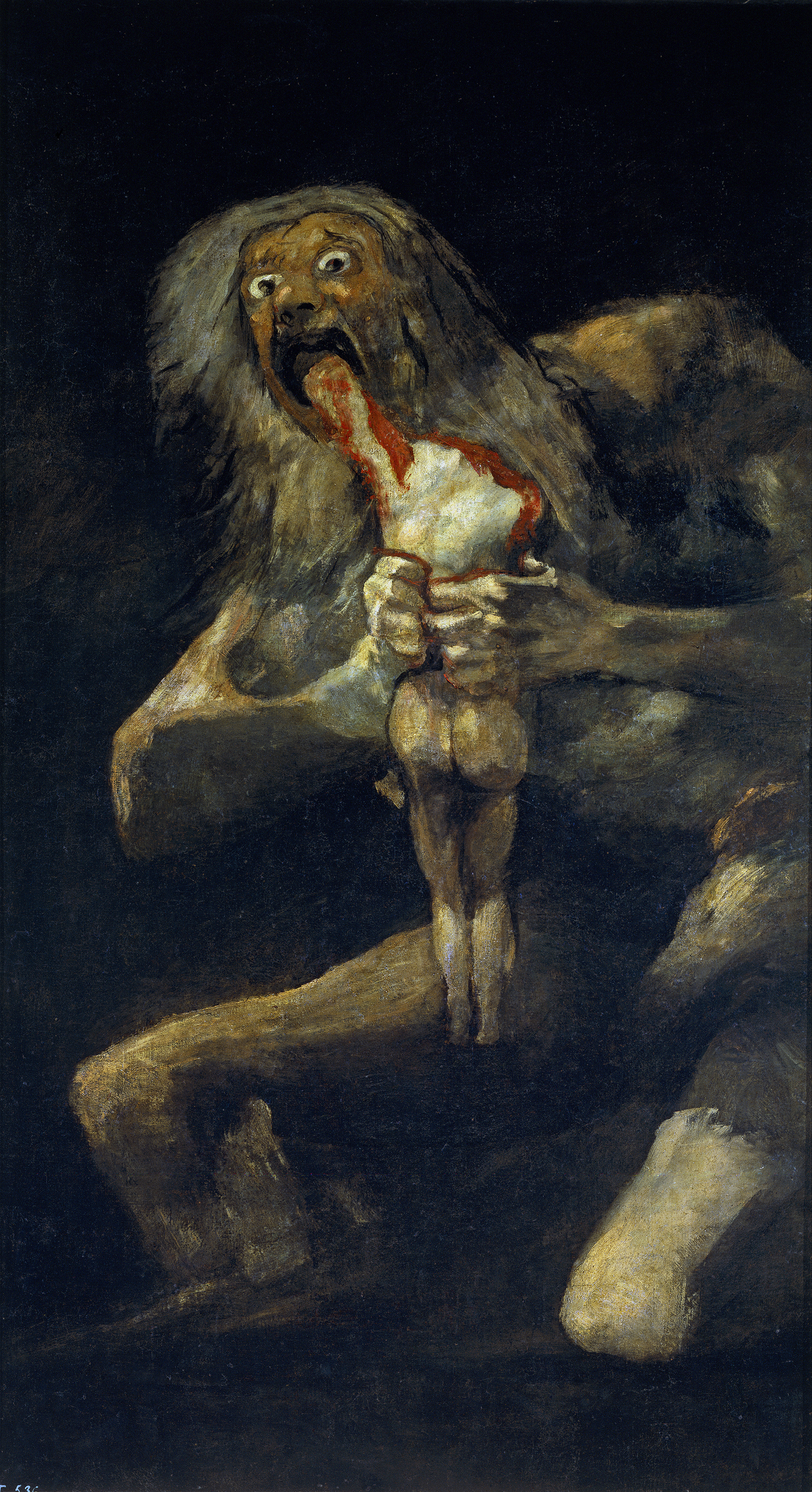
Saturn pożerający własne dzieci
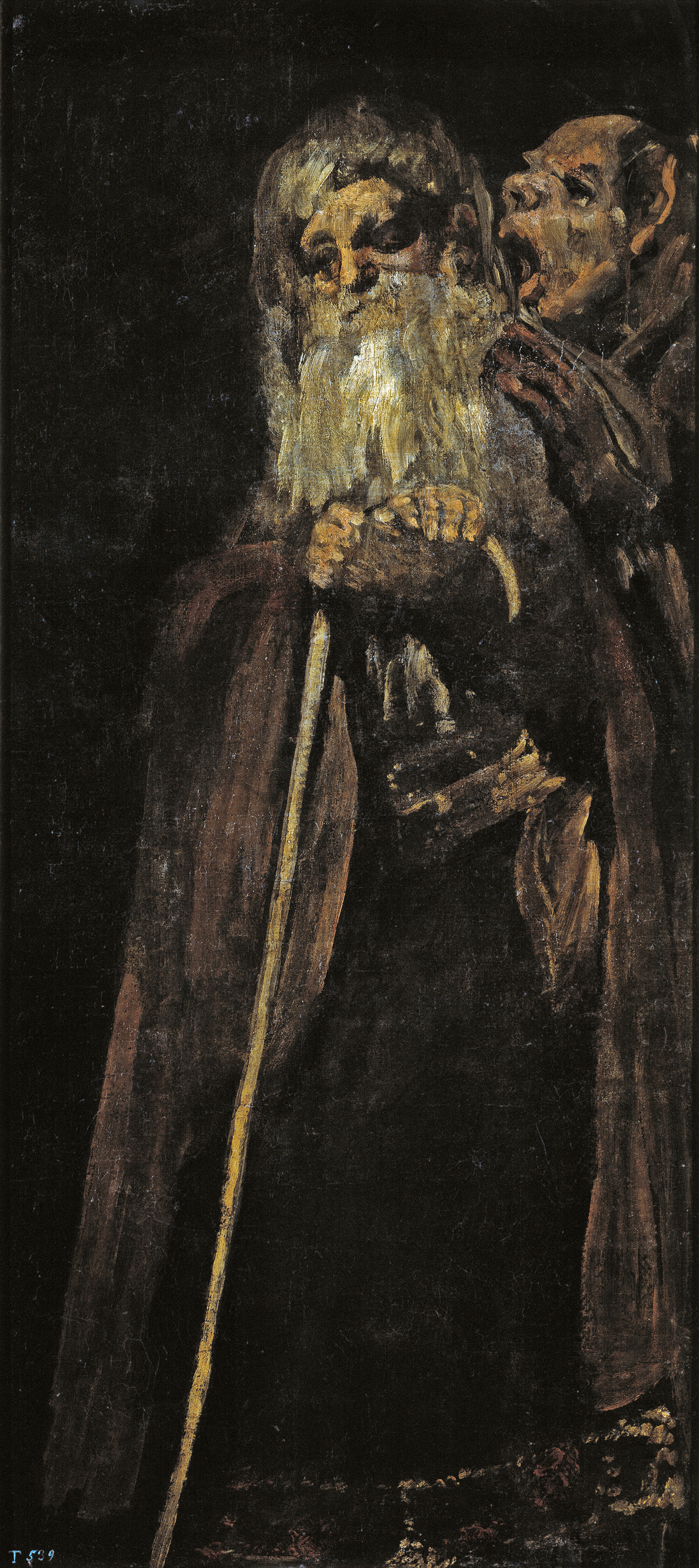
Dwaj starcy

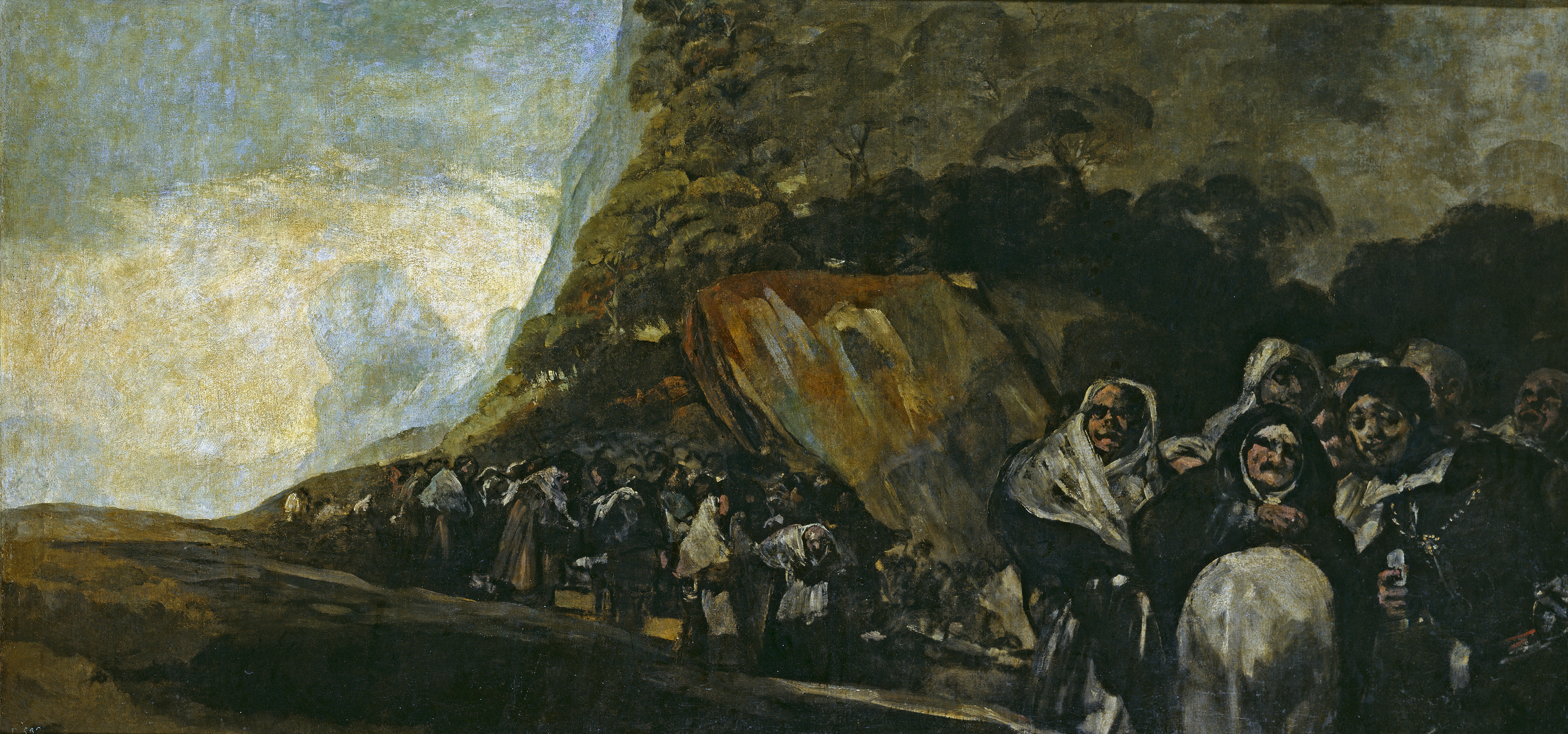
Przechadzka Świętego Oficjum
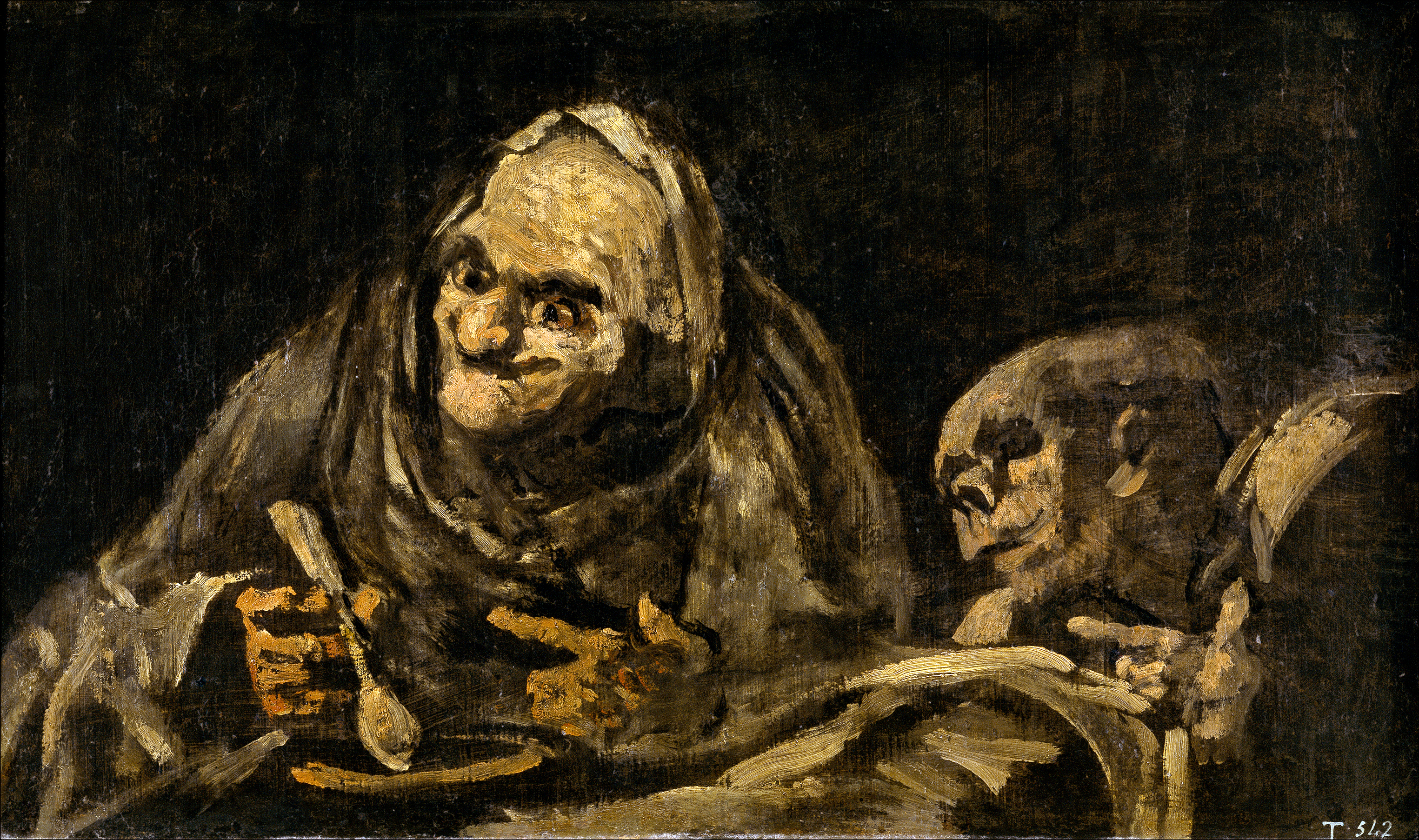
Dwie staruchy jedzące zupę
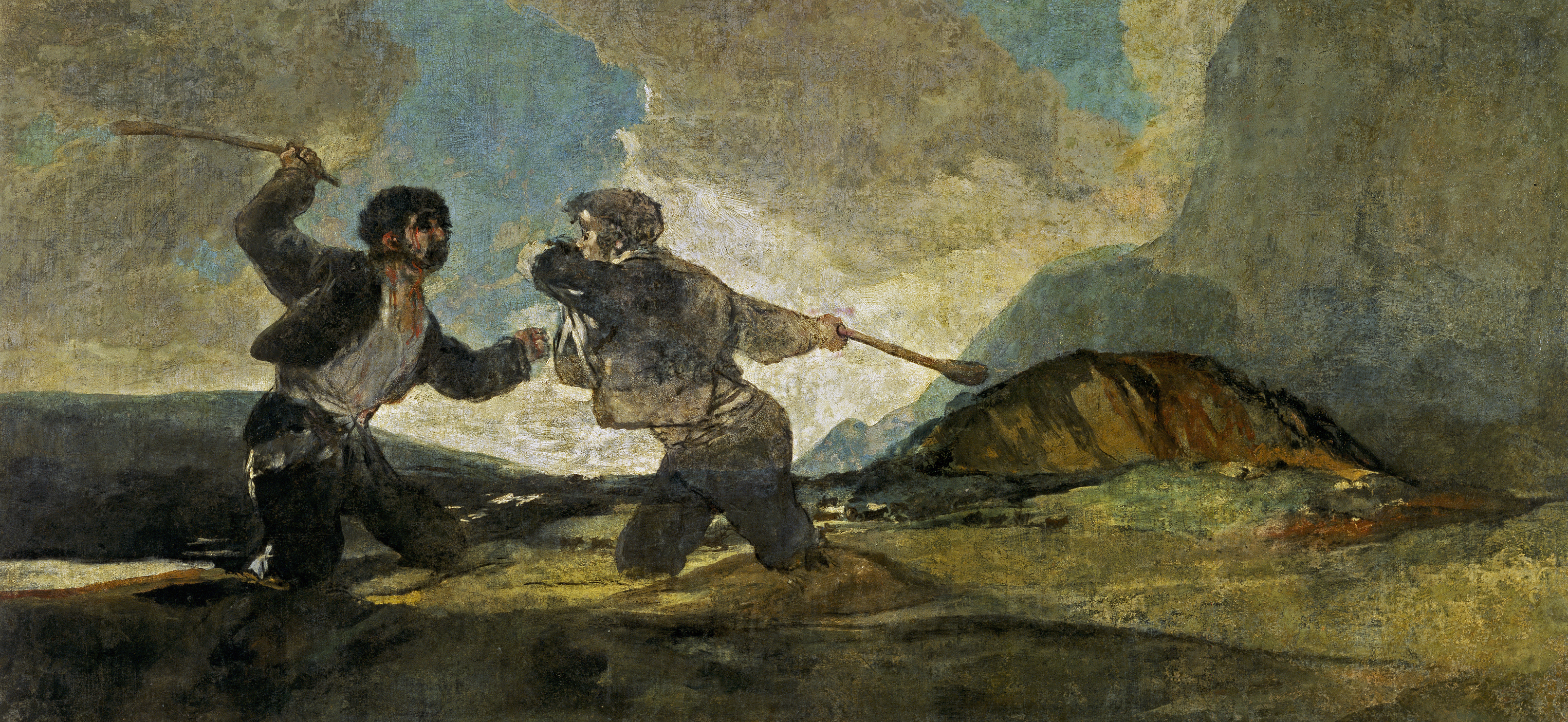
Bójka na kije
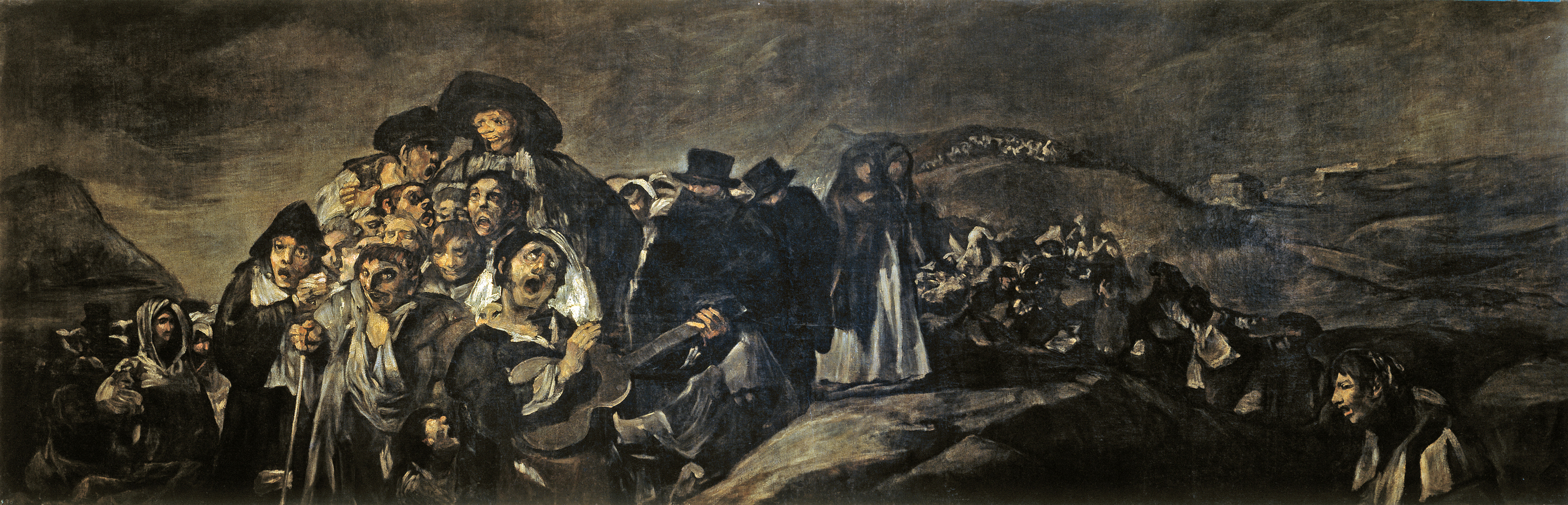
Pielgrzymka do źródła św. Izydora
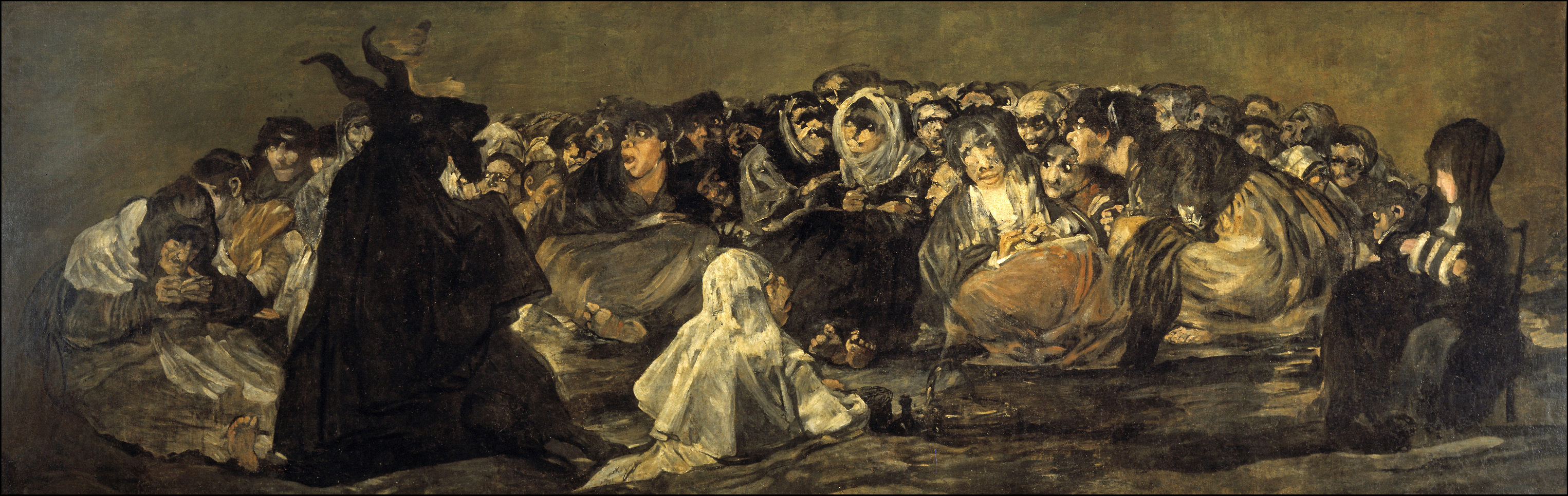
Sabat czarownic
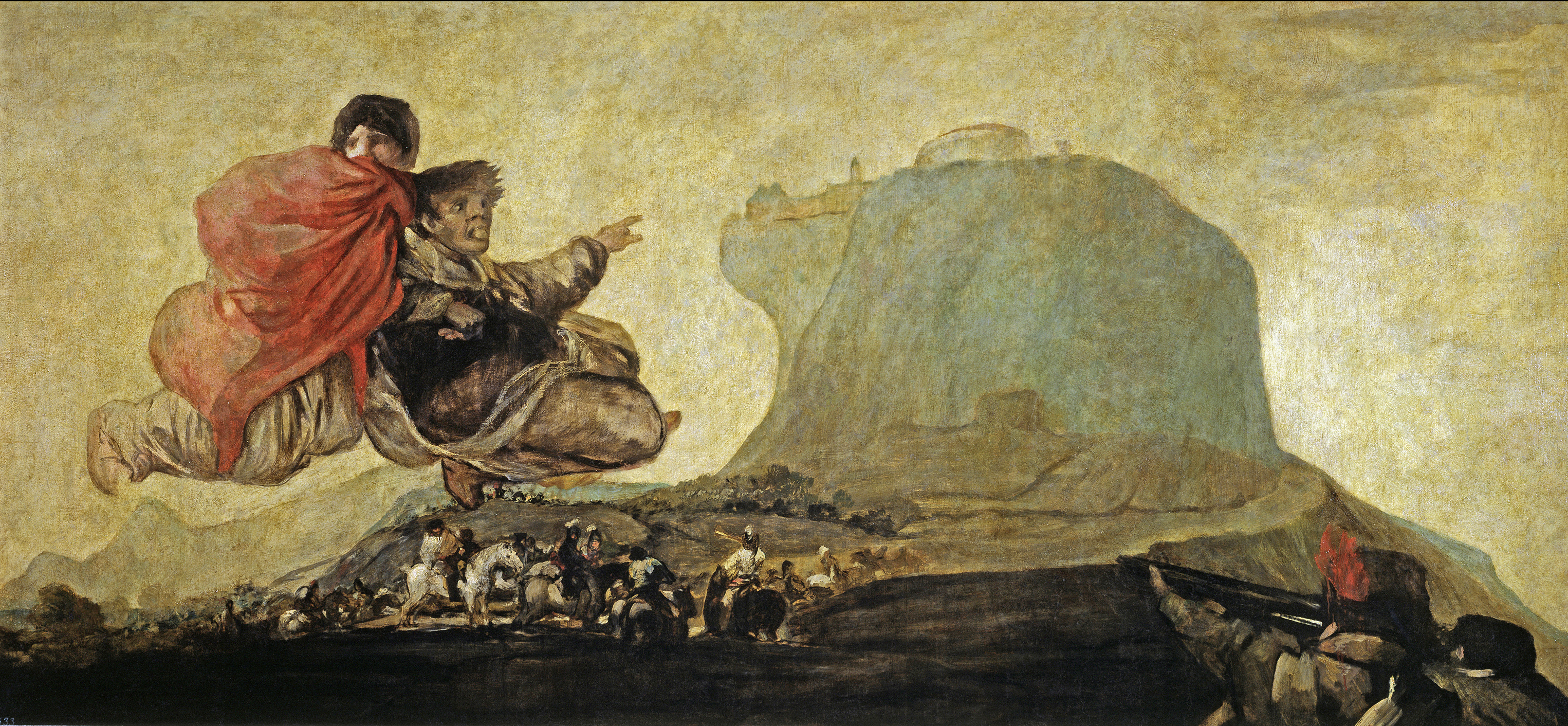
Asmodeusz
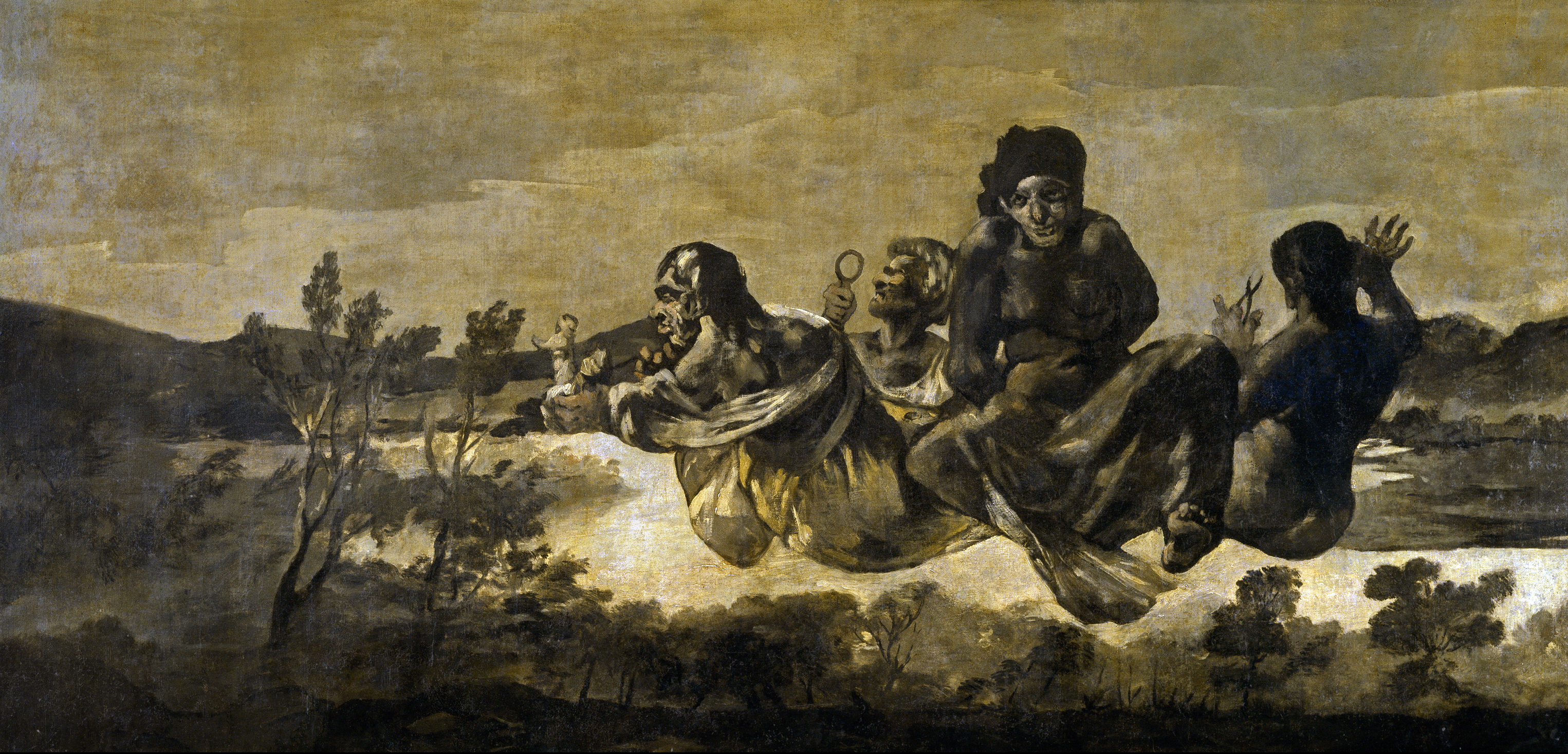
Parki